# Blankenbach
Blankenbach là một đô thị nằm ở huyện Aschaffenburg, vùng Hạ Franconia (Unterfranken) thuộc bang Bayern, Đức.

Cộng đồng cấu thành